# Rhaiktor

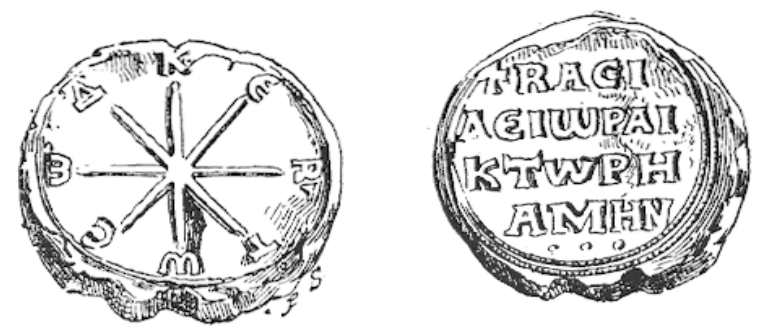
Sceau de Basile le Rhaiktor

Le rhaiktor (en grec : ῥαίκτωρ, forme hellénisée du latin rector) est un important titre palatin de l'Empire byzantin, agissant probablement comme administrateur du palais impérial.

## Histoire
John B. Bury estime que le poste est créé soit sous Léon VI le Sage (règne entre 886-912), soit sous son père Basile Ier le Macédonien (règne entre 867-886). Cependant, Nicolas Oikonomidès le retrouve dans le texte du Taktikon Uspensky vers 843 et des sceaux des VIIe et VIIIe siècles le mentionnent aussi mais avec un sens différent. Ainsi, le rhaiktor de Calabre est l'administrateur des propriétés locales de la papauté en Calabre.
Le Kletorologion de 899 inclut le rhaiktor parmi les dignités spéciales (axiai eidikai). Les fonctions exactes de l'office ne sont pas certaines mais John B. Bury considère qu'il exerce probablement une autorité sur l'administration du palais impérial,. D'autres auteurs estiment que le titre est lié, voire identique, à celui de proèdre mais cette théorie est rejetée par Rodolphe Guilland. La cérémonie de nomination est relatée dans le De ceremoniis de Constantin VII. Le témoignage de Liutprand de Crémone, ambassadeur à la cour byzantine, montre que le rhaiktor joue un rôle important dans les cérémonies impériales sous Constantin VII. 
Le poste pouvait être détenu par des eunuques, par des ecclésiastiques et même par des prêtres, souvent en combinaison avec d'autres titres auliques importants comme ceux de stratopédarque ou de logothète général. Dans les listes des préséances aux banquets impériaux des IXe et Xe siècles, il occupe une place prépondérante, venant juste après le titre de magistros et avant les synkellos et les patrices,. Le rhaiktor disparaît des sources après le règne de Constantin IX entre 1042 et 1055,.
Dans le même temps, le titre apparaît aussi comme nom de famille. Ainsi, le magistros et logothète du drome Michel Rhektor est un membre du conseil de régence nommé à la mort de Romain II en 963. De même, sous le règne de Nicéphore III, un moine du nom de Rhektor affirme être l'empereur déchu Michel VII Doukas et tente de s'emparer du trône.

## Liste des détenteurs connus
| Nom             | Dates             | Nommé par           | Notes | Références |
| --------------- | ----------------- | ------------------- | --- | ---------- |
| Jean Lazarès    | 912–913           | Alexandre           | Il est élevé à ce poste au moment de l'arrivée au pouvoir d'Alexandre. Il devient un membre du conseil de régence de Constantin VII mais il est rapidement démis de ses fonctions par l'impératrice régente Zoé Carbonopsina.                               | [ 8 ]      |
| Jean le Recteur | ca. 922           | Romain Ier Lécapène | Ecclésiastique, il est le rhaiktor et le paradynasteuon de Romain avant d'être contraint à se retirer dans un monastère. Il conduit une mission diplomatique en Bulgarie vers 929 et est aveuglé et exilé en 946 pour avoir comploté contre Constantin VII. | ,          |
| Michel Lécapène | après 945         | Constantin VII      | Fils de Christophe Lécapène, fils aîné et coempereur de Romain Ier, il est nommé magistros et rhaiktor par Constantin VII selon Théophane Continué. | [ 8 ]      |
| Basile          | ca. 970           | Jean Ier Tzimiskès  | Il joue un rôle clé dans la répression de la tentative de coup d'État menée par Léon Phocas le Jeune contre Tzimiskès et en arrête les instigateurs. Il pourrait s'agir de Basile Lécapène.                                                                 | [ 8 ]      |
| Basile          | ca. 993           | Basile II           | Mentionné dans deux actes du monastère de la Grande Laure de l'Athos comme rhaiktor et logothète général. | [ 8 ]      |
| Nicétas         | ca. 1035 (?)      | Inconnu             | Il n'est mentionné que dans le Peira d'Eustathe Rhomaios. | [ 8 ]      |
| Sagmatas        | Fin du XIe siècle | inconnu             | Destinataire d'une lettre de Michel Psellos, il est ensuite élevé aux postes de syncelle et de logothète du drome. | [ 8 ]      |
| Nicéphore       | ca. 1050          | Constantin IX       | Eunuque et ancien moine, il devient un favori à la cour de Constantin IX qui le nomme rhaiktor et stratopédarque. Il est envoyé comme général contre les Petchénègues mais il est lourdement vaincu près des Portes de Fer.                                 | [ 10 ]     |